# System nakładczy
System nakładczy (również chałupnictwo) – produkcja wykonywana we własnym pomieszczeniu i własnymi narzędziami chałupnika dla nakładcy, który dostarczał surowce i materiały oraz odbierał wyroby gotowe. Rozwinęło się od XIII w., zwłaszcza w dziedzinie produkcji tekstyliów.
Forma ta dotyczyła zazwyczaj biednych rzemieślników, niezrzeszonych w cechach, którzy zazwyczaj nie posiadali własnych narzędzi i surowców, ani środków na ich zakup. Te były im dostarczane przez bogatych kupców, którzy następnie odkupowali gotowe produkty po odpowiednio niższej cenie. Pozwalało to ominąć wysokie ceny cechów i ograniczyć liczbę pośredników, co zwiększało zysk zbywającego towar kupca, zwanego też nakładcą.
Ten sposób znany był w końcowym okresie średniowiecza głównie w bogatych miastach włoskich i niderlandzkich. Był też jedną z przyczyn stopniowego upadku i zaniku systemu cechowego. Charakteryzował się jednak stosunkowo niższą jakością, gdyż ubodzy rzemieślnicy nie zdawali egzaminów mistrzowskich, do których zobowiązani byli członkowie cechów.
W ograniczonym stopniu system nakładczy funkcjonuje do dziś. Międzynarodowa Organizacja Pracy określa go w Konwencji nr 177 i Zaleceniu nr 184 (obu z 1996 r.) jako pracę wykonywaną przez pracownika w jego domu (ang. home work, fr. travail à domicile) lub w wybranych przez niego pomieszczeniach, innych niż miejsce pracy przedsiębiorcy. Bez znaczenia pozostaje, kto dostarcza wykorzystywane wyposażenie, materiały lub inny wkład, dopóki pracownik pozbawionym jest stopnia swobody i niezależności gospodarczej niezbędnej do uznania go za pracownika samodzielnego. Chałupnicy powinni mieć zagwarantowaną wolność zrzeszania i inne prawa przysługujące pracownikom najemnym. Konwencja Nr 26 z 1928 o ustanowieniu metod ustalania płac minimalnych zobowiązuje strony ustanowić lub zachować metody pozwalające ustalać minimalne stawki płacy dla pracowników zatrudnionych w przemysłach lub w częściach przemysłów (a w szczególności w przemysłach nakładczych), gdzie nie istnieje skuteczny system ustalania płac w drodze zbiorowych układów pracy lub inaczej, i gdzie płace są wyjątkowo niskie. Trzy inne konwencje (1933) określają ubezpieczenie szeregu kategorii zawodowych, w tym chałupników, na starość, inwalidztwo i śmierć.
W Polsce osobom wykonującym pracę nakładczą przysługują ograniczone prawa pracownicze, których katalog reguluje rozporządzenie Rady Ministrów z 1975 r., wydane na podstawie art. 303 ustawy z 26 czerwca 1974 r. – Kodeks pracy.
Przykłady dawniejszych definicji:
Według art. 12 dekretu z 11 stycznia 1919 o obowiązkowym ubezpieczeniu na wypadek choroby chałupnikami są wszyscy, wytwarzający u siebie w domu lub innym lokalu pracy wyłącznie lub przeważnie dla jednego lub więcej przedsiębiorców, dla pośrednika, majstra lub kupca, choćby używali własnych surowców i narzędzi pracy i zatrudniali członków rodziny lub obcych pracowników, tych ostatnich jednak nie więcej niż dwóch. Definicję tę powtarzała ustawa z 19 maja 1920 r. w art. 6 dodając w zakończeniu ... członków rodziny lub obcych pracowników, jeżeli ta praca stanowi główną podstawę ich utrzymania. Za chałupników w rozumieniu art. 3 ustawy z 28 marca 1933 r. o ubezpieczeniu społecznym uważane były osoby, które zawodowo wyrabiają, przerabiają lub wykańczają własną pracą, chociażby korzystały z pomocy osób innych, przedmioty zamówione przez jednego lub więcej przedsiębiorców (fabrykantów, kupców, majstrów, pośredników i t. p.) zazwyczaj z dostarczanych przez nich materiałów, jeżeli ta praca wykonywana jest zazwyczaj dla przedsiębiorcy i na jego ryzyko i jeżeli osoby te pracują we własnym mieszkaniu lub w jakiemkolwiek innym miejscu, w którym tryb pracy nie jest normowany przez przedsiębiorcę. Obecnie obowiązująca ustawa z 13 października 1998 r. o systemie ubezpieczeń społecznych w art. 8 za osobę wykonującą pracę nakładczą uważa osobę zatrudnioną na podstawie umowy o pracę nakładczą.
System ten został sparodiowany w książce Terry’ego Prachetta pt. Świat finansjery (tytuł oryginalny – Making money ang. Robienie pieniędzy), gdzie główny bohater, Moist von Lipwig, po przejęciu zarządu nad mennicą miasta Ankh-Morpork dowiaduje się między innymi, że część drobnych monet jest pieczołowicie wytwarzana w domach przez ubogie rodziny, dla których jest to jedyne, przekazywane z pokolenia na pokolenie źródło utrzymania.